# Herzog & de Meuron
A Herzog & de Meuron egy svájci építészeti iroda. A céget Jacques Herzog és Pierre de Meuron alapították 1978-ban. Mindketten 1950-ben születtek Bázelben. 2001-ben a Pritzker-díjjal lettek kitüntetve.
Alkotásaik között kiemelkednek a minneapoliszi Walker Art Center bővítése (1999–2005), a londoni Tate Modern átalakítása (2000), a müncheni Allianz Arena és a pekingi Nemzeti Stadion (2008).

## Képgaléria

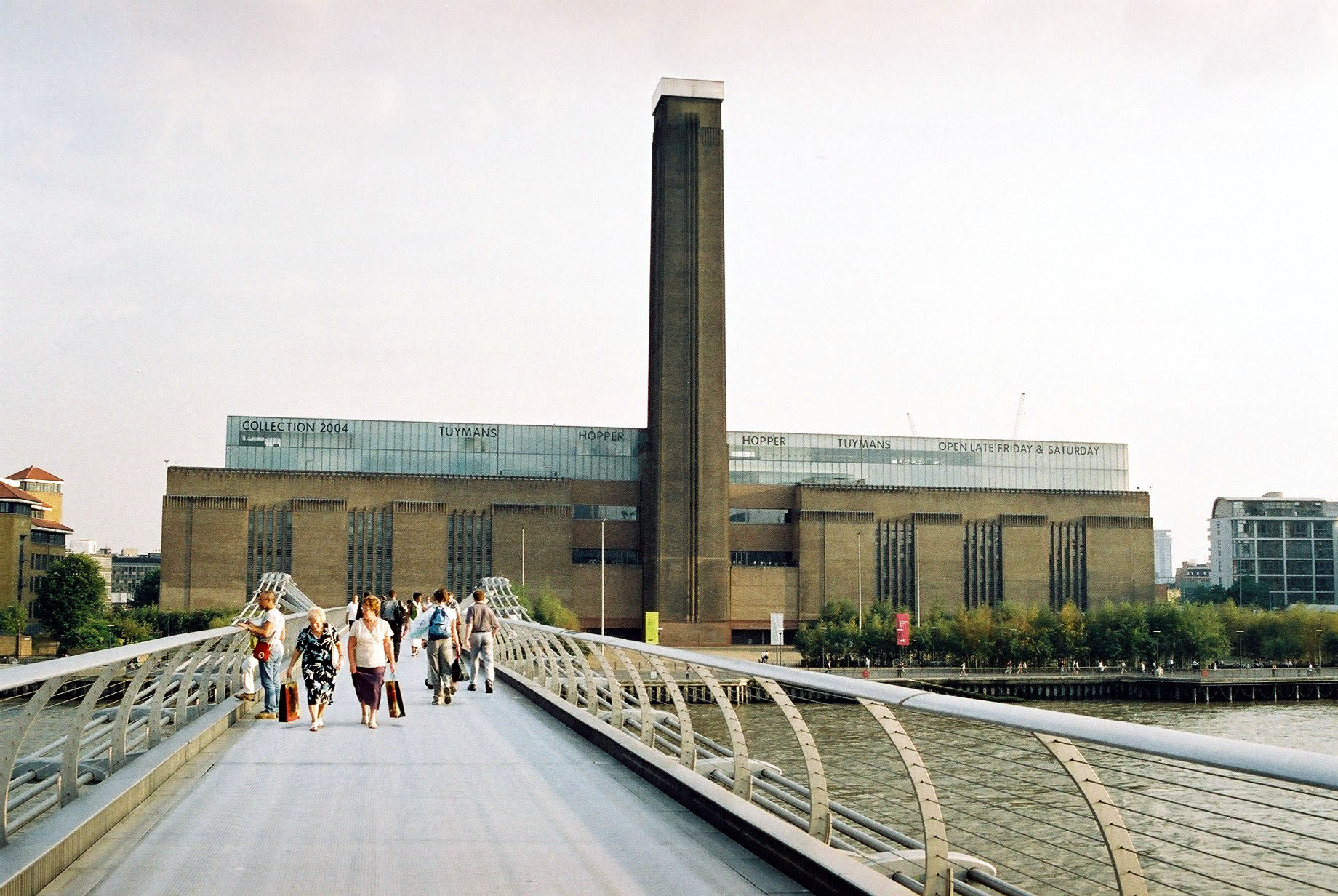
Tate Modern, London
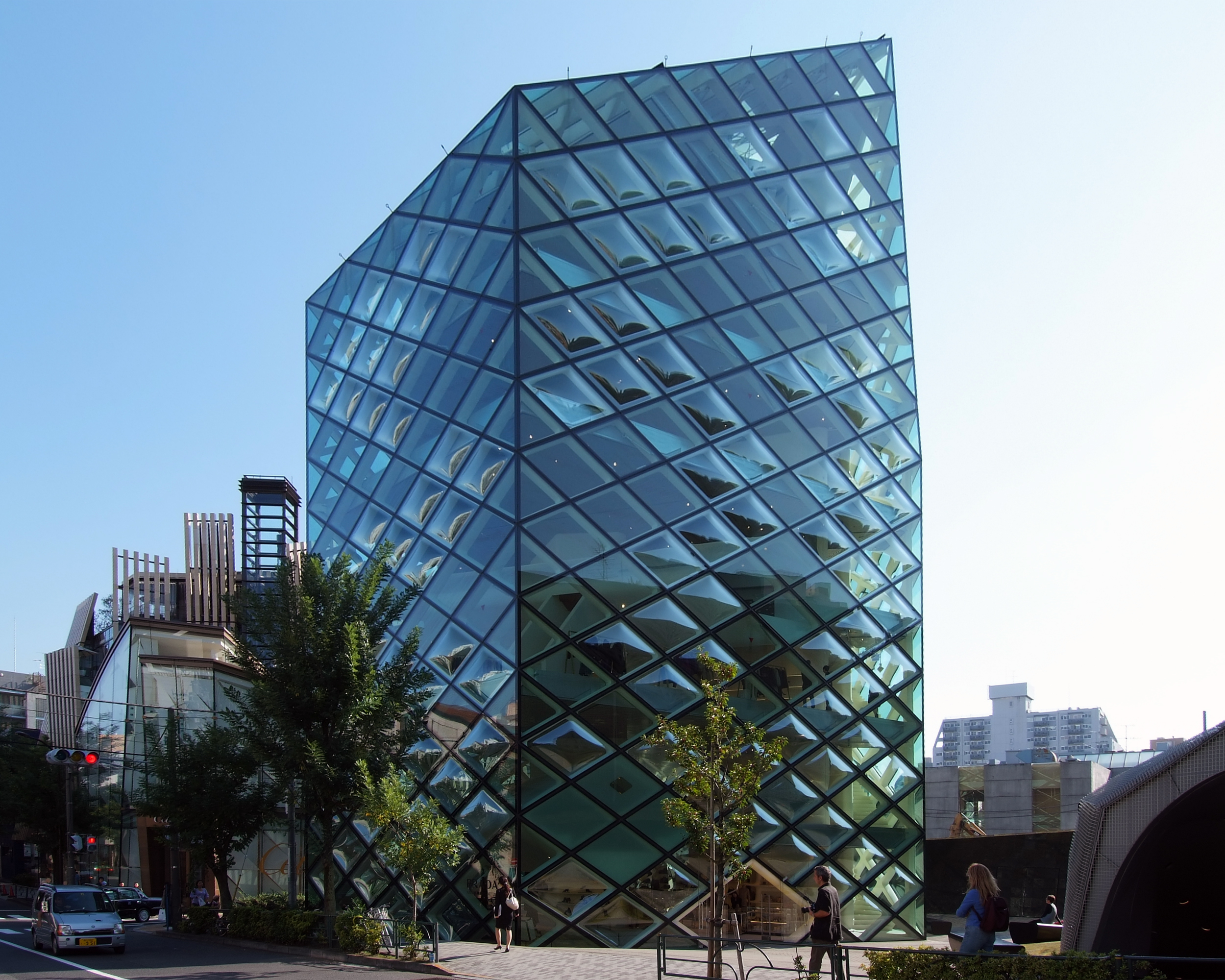
Prada üzlet, Tokió
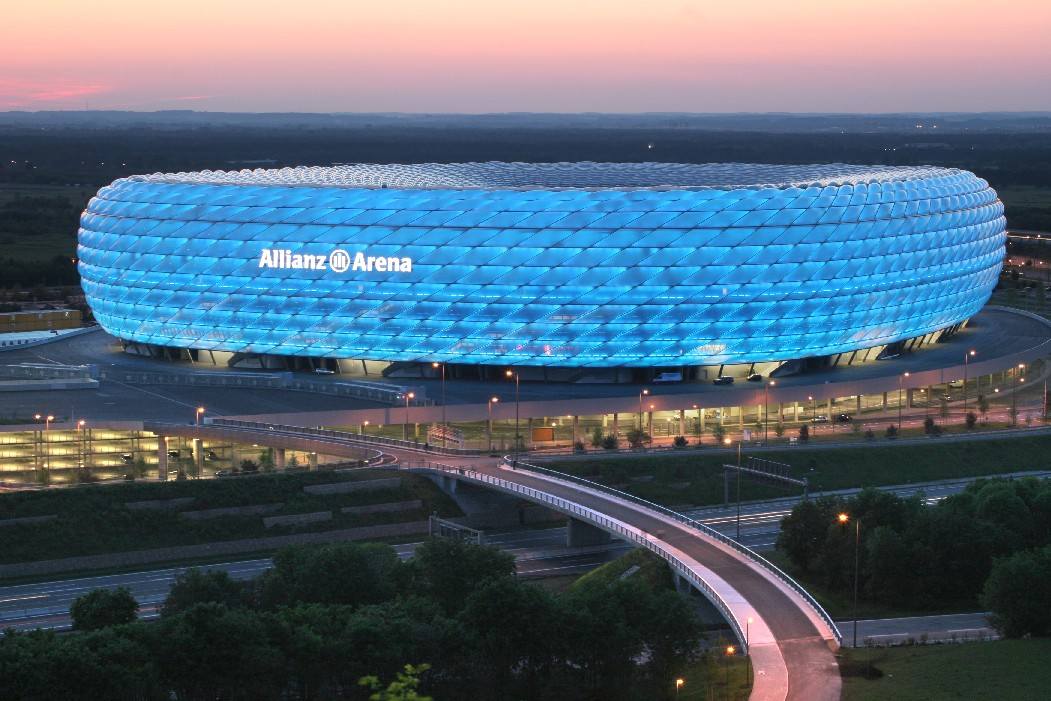
Allianz Arena, München
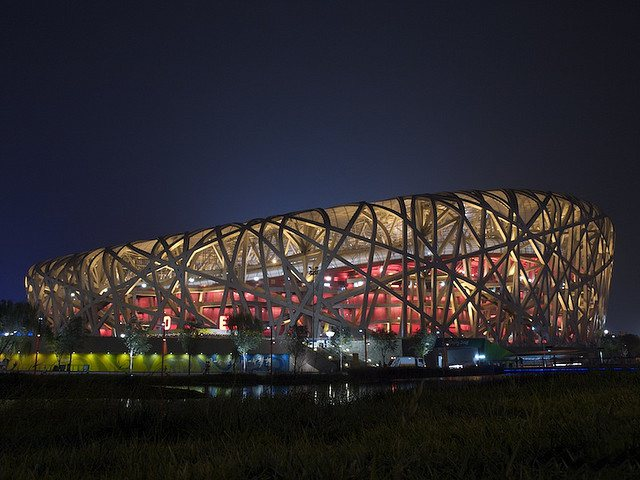
Pekingi Nemzeti Stadion
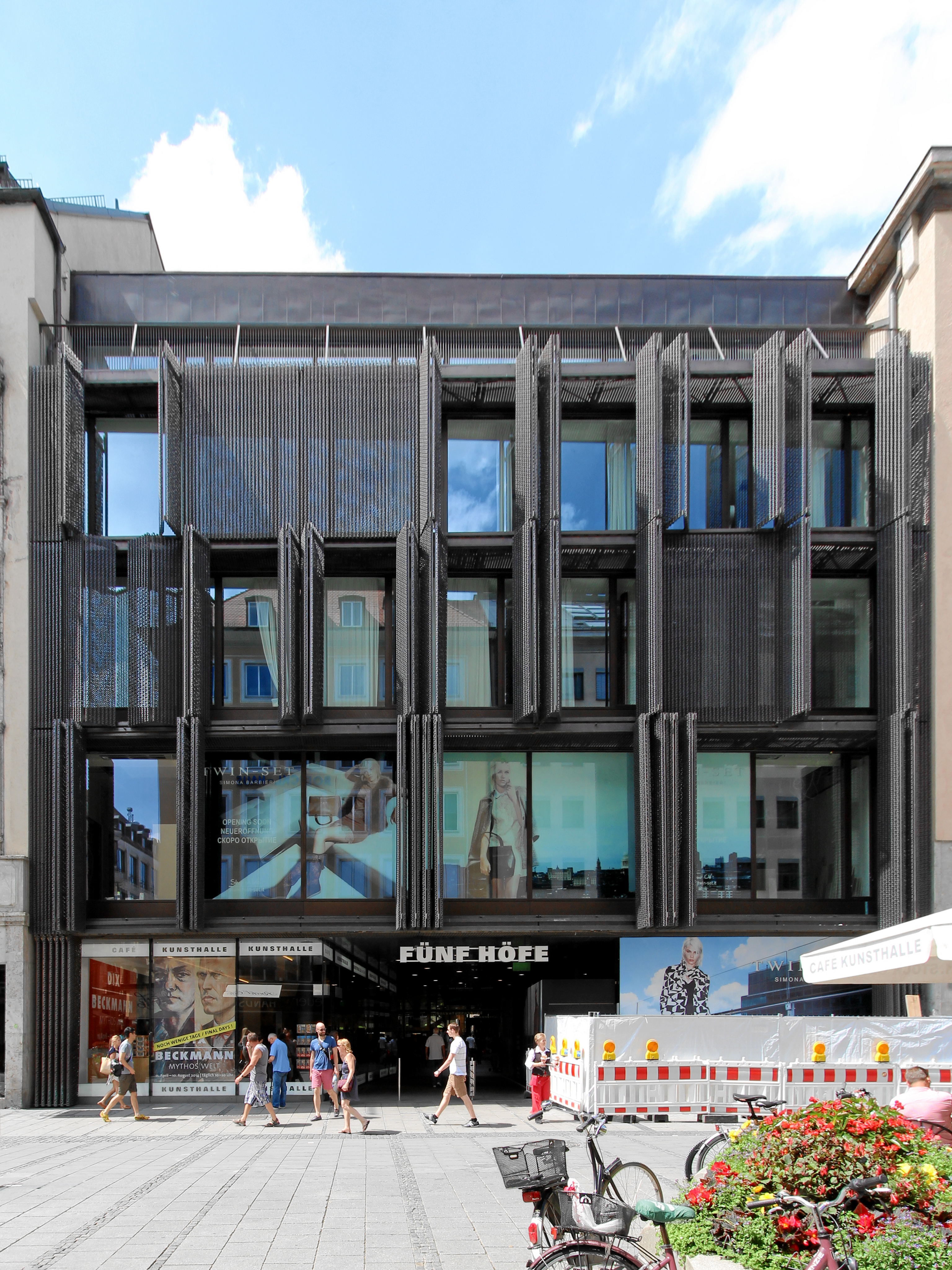
Fünf Höfe, München